# Leydeum piperi
Leydeum piperi är en gräsart som först beskrevs av Wray Merrill Bowden, och fick sitt nu gällande namn av Mary Elizabeth Barkworth. Leydeum piperi ingår i släktet Leydeum och familjen gräs. Inga underarter finns listade i Catalogue of Life.